# 138-я горнострелковая дивизия
138-я горнострелковая Краснознамённая дивизия — горнострелковое соединение РККА Вооружённых Сил Союза ССР, до и во время Великой Отечественной войны.

## История
15 апреля 1940 года 138-я Краснознамённая стрелковая дивизия была преобразована в 138-ю Краснознамённую горнострелковую дивизию, в которую вошёл вновь созданный 344-й горнострелковый полк. 198-му отдельному противотанковому дивизиону присвоен войсковой номер 230, а 155-й отдельный разведывательный батальон переформирован в 155-й отдельный кавалерийский эскадрон. Вместо убывшего на должность командира корпуса А. А. Хадеева в командование горнострелковой дивизией вступил генерал-майор Я. А. Ищенко.

### Великая Отечественная война
На 22 июня 1941 года формирование (управление, 344-й, 554-й, 650-й, 768-й горнострелковые полки, 295-й артполк, 536-й гаубичный артполк) входит в состав 23-го стрелкового корпуса Закавказского ВО, занимает оборону на границе с Турцией.
3 июля 1941 года Краснознамённая дивизия вышла на границу с Турцией, где заняла рубеж обороны протяжённостью более 100 километров.
25 сентября командование дивизией принимает полковник П. М. Ягунов.
23 октября 138-я горнострелковая перебрасывается в Дарьяльское ущелье, где участвует в создании оборонительного рубежа.
В январе 1942 года дивизия переброшена на Керченский полуостров, где с середины января 1942 года в составе войск 51-й армии Крымского фронта вела тяжёлые бои с превосходящими силами противника (в январе 1942 года обслуживалась Полевой кассой госбанка № 51).
В ночь на 24 января в Судаке был высажен 554-й горнострелковый полк 138-й горнострелковой дивизии 44-й армии (командир — майор С. И. Забродоцкий, 1376 человек, 2 орудия) и рота морской пехоты Черноморского флота (150 человек). В отряд входили крейсер «Красный Крым», эсминец «Шаумян», тральщик Т-412 №16, четыре сторожевых катера. Высадка проходила в жестокий шторм и мороз, из-за чего ещё около 250 человек с крейсера «Красный Кавказ» высадить не смогли. Одновременно удалось эвакуировать до 250 раненых. После ликвидации Судакского десанта 26-27 января 1942 года часть выживших десантников (около 500) во главе с  майором Н. Г. Селиховым отошли к партизанам.
С 16 по 28 января 1942 года 138-я гсд перебрасывается в Крым для дальнейшего развития успеха Керченско-Феодосийской десантной операции. Дивизия участвует в боях возле Феодосии. Однако части немецкой 11-й армии (в основном 46-я дивизия с приданными румынскими частями) сумели стабилизировать фронт и отбить 17 января 1942 года город и порт Феодосию, а на Керченском полуострове советское наступление затормозилось на рубеже восточнее Карагоз — Ак-Монай.
В марте 1942 года вместо убывшего на должность начальника боевой подготовки Крымского фронта полковника П. М. Ягунова командиром назначается полковник М. Я. Пименов, комиссаром назначен полковой комиссар С. Л. Косунович.
30 марта 1942 года соединение обратно переформировано в 138-ю Краснознамённую стрелковую дивизию.

## Состав
- управление
- 344-й горно-стрелковый полк;
- 554-й горно-стрелковый полк (погиб в Судакском десанте, числился до 1 марта 1942 года);
- 650-й горно-стрелковый полк;
- 768-й горно-стрелковый полк;
- 295-й артиллерийский полк;
- 536-й гаубичный артиллерийский полк;
- 284-й оптб;
- 72-я зенитная артиллерийская батарея (326-й отдельный зенитный артиллерийский дивизион);
- 292-й миномётный дивизион;
- 155-й кавалерийский эскадрон;
- 179-й сапёрный батальон;
- 203-й отдельный батальон связи;
- 41-й артиллерийский парковый дивизион;
- 135-й медико-санитарный батальон;
- 214-я отдельная рота химзащиты;
- 408-я автотранспортная рота;
- 115-я полевая хлебопекарня;
- 269-й дивизионный ветеринарный лазарет;
- 223-я походная ремонтная мастерская;
- 464-я полевая почтовая станция;
- 51-я полевая касса госбанка.

## В составе
| Дата            | Фронт (округ)              | Армия      | Корпус                 | Примечания |
| --------------- | -------------------------- | ---------- | ---------------------- | ---------- |
| 22.06.1941 года | Закавказский военный округ | -          | 23-й стрелковый корпус | -          |
| 01.07.1941 года | Закавказский военный округ | -          | 23-й стрелковый корпус | -          |
| 10.07.1941 года | Закавказский военный округ | -          | 23-й стрелковый корпус | -          |
| 01.08.1941 года | Закавказский военный округ | -          | 23-й стрелковый корпус | -          |
| 01.09.1941 года | Закавказский военный округ | -          | 23-й стрелковый корпус | -          |
| 01.10.1941 года | Закавказский военный округ | -          | 23-й стрелковый корпус | -          |
| 01.11.1941 года | Закавказский военный округ | -          | 23-й стрелковый корпус | -          |
| 01.12.1941 года | Закавказский военный округ | -          | 23-й стрелковый корпус | -          |
| 01.01.1942 года | Крымский фронт             | 51-я армия | -                      | -          |
| 01.02.1942 года | Крымский фронт             | 51-я армия | -                      | -          |
| 01.03.1942 года | Крымский фронт             | 51-я армия | -                      |            |

## Командиры (период)
- Ищенко, Яков Андреевич (14 марта 1941 — 22 сентября 1942)
- Владимирский, Алексей Викторович (18 марта 1942 — 30 марта 1942), полковник